# 中世ラテン語
中世ラテン語（ちゅうせいラテンご、英: medieval latin）は、中世にカトリック教会で文語として用いられたラテン語である。
現代におけるラテン語と同様、あくまでも第2言語として使用されたものである。各使用者は必ず別の言語を母語としてもっており、そうした諸言語（俗ラテン語から発達したロマンス諸語や、ドイツ語などのゲルマン諸語）の特徴が、音韻・文法両面で、中世ラテン語に大きく影響している。
表記はイタリア式の「教会ラテン語」（Lingua Latina Ecclesiastica）の発音が反映されたものに置き換わっているが、部分的に伝統的な表記も維持される場合もあり、あるいは逆に伝統的な綴りに回帰しようと過剰修正（hypercorrection）される場合もあり、かなりの揺れがある。

## 影響

### キリスト教のラテン語
中世ラテン語は他から自由に借用をし語彙を拡大した。ウルガタの言語から重大な影響を受けており、これはギリシア語とヘブライ語の大なり小なり直接的な翻訳に由来する古典ラテン語とは異質な多くの特異性を、語彙だけでなく文法および構文論においても含んでいた。ギリシア語はキリスト教の専門的な語彙の多くを提供した。南ヨーロッパに侵入したゲルマン民族が話していたさまざまなゲルマン語もまた、新語の大きな源泉であった。ゲルマン人の指導者たちは彼らが征服したローマ帝国の一部の支配者となり、彼らの言語由来の単語を自由に法律用語にとりいれた。古典語の単語は使われなくなったため、その他多くの通常の単語が俗ラテン語またはゲルマン語起源の造語に置きかえられた。

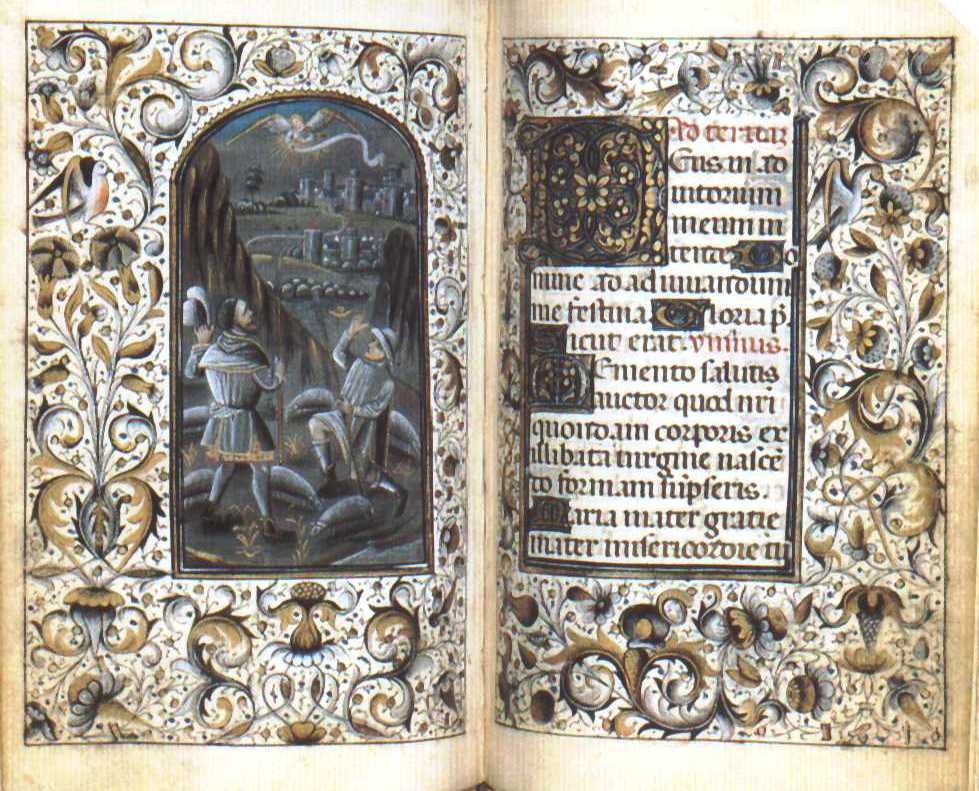
時祷書の装飾写本 (Milan, Biblioteca Trivulziana, Cod. 470) は中世ラテン語の祈りを含んでいる。

ラテン語は、ロマンス諸語が話されておらずローマの支配に服したこともないアイルランドやドイツのような地域へも広まった。ラテン語が現地の土着語と無関係に学ばれたこれらの地域で書かれた著作も、中世ラテン語の語彙および構文に影響を与えた。
科学や哲学のような主題はラテン語で意見交換されたため、それらによって発展したラテン語の語彙は現代の言語における専門用語の非常な大部分の源泉になっている。abstract, subject, communicate, matter, probable といった英単語や、他のヨーロッパの言語におけるこれらの同根語は、概して中世ラテン語においてこれらに与えられた意味を有している。

### 俗ラテン語
古典ラテン語は大いに尊重されつづけ、文章構成の模範として学ばれたが、俗ラテン語の影響もまた、何人かの中世ラテン語作家たちの構文論において明白である。文章語としての中世ラテン語発展が高みに達したのは、フランク王シャルルマーニュの後援で促進された教育の再生であるカロリング・ルネサンスのときであった。アルクインがシャルルマーニュのラテン語秘書を務め、彼自身重要な作家である。西ローマ帝国の権威が最終的に崩壊したあとの後退期以後にラテン語の文学と学習が復興をみたのは彼の影響によってであった。
同時期にロマンス語への発展も起こっていたが、ラテン語そのものは非常に保守的でありつづけた。もはや母語ではなくなって、古代および中世の多くの文法書がひとつの標準形を与えていた。他方で、厳密に言うならば「中世ラテン語」なる単一の形は存在しない。中世期のすべてのラテン語著作家はラテン語を第二言語として話しており、その流暢さの程度は異なり、構文・文法・語彙はしばしば彼らの母語に影響されていた。このことはそれ以後ラテン語がますます不純になっていく12世紀ころにおいてとりわけ正しい。フランス語話者によって書かれた後期中世ラテン語文書は中世フランス語への、ドイツ人によって書かれたものはドイツ語へ等々の、文法と語彙の類似を示すようになる。例をあげると、一般に動詞を末尾に置くという古典ラテン語の慣行に従うかわりに、中世の著作家たちはしばしば彼ら自身の母語の慣習に従ったものだった。ラテン語には定冠詞も不定冠詞もなかったが、中世の著作家たちはときに unus の変化形を不定冠詞として、ille の変化形を（ロマンス語における用法を反映して）定冠詞として、さらには quidam（古典ラテン語では「ある、なんらかの」の意）を一種の冠詞のように用いた。esse（英語の be）が唯一の助動詞であった古典ラテン語と異なり、中世ラテン語の著作家は habere（英語の have）を助動詞として用いることがあったが、これはゲルマン語およびロマンス語における文構成に似ている。古典ラテン語における対格つき不定詞構文 (accusative and infinitive construction) はしばしば quod または quid に導かれる従属節に置きかえられた。このことはたとえばフランス語における類似の構文での que の用法とほとんど同一である。
8世紀後半以降のすべての時代において、これらの形や用法は「間違っている」と気づけるだけ古典語の構文論に十分親しんでいた（とりわけ教会内の）教養ある著作家たちがおり、これらの使用に抵抗していた。こうして聖トマス・アクィナスのような神学者や、ギヨーム・ド・ティールのような学識ある聖職者の歴史家のラテン語は、上述の特徴の大部分を忌避する傾向にあり、その語彙やつづりにおいて一時期を画している。列挙した特徴は、法律家（たとえば11世紀イングランドのドゥームズデイ・ブック）、医師、技術に関する著作家、世俗の年代記作家らの言語においてはるかに優勢である。しかしながら従属節を導く quod の用法はとりわけ広く普及しておりすべての層で見られる。

## 発音および表記
以下、＊を付した項目は古典語でも見られた現象（ただし、古典語では時折見られる程度だったのが、中世語では著しく増えている）。
ほか、多くの特徴は俗ラテン語に見られた特徴を受け継いだ形となっている。
長短母音の合流
- （綴りには現れない変化）

二重母音の単母音化、単母音との混同
- 二重母音 ae と oe は単母音 /e/ として発音され、e あるいは ę （e caudata 、尻尾つき e）と書かれる。

例: puellae → puelle,   poena → pena
- 逆に e が ae（æ）、oe（œ） と書かれる

例: ecclēsia → aecclesia,   cēna → coena
前舌母音の前の C, G の口蓋化
- （綴りには現れない変化） /e/ の母音（e, ae, oe）および /i/ の母音（i, y）の前の c, g が口蓋化し、それぞれ [ʧ], [ʤ] と発音される

TI の破擦音化
- s, t, x に先行されない、母音前の ti は、[ʦi] と発音され、ci と表記される。

例: dīvitiae → divicie,   tertius → tercius,   vitium → vicium
I と Y の混同
例: īsidōrus → Ysidorus,   Aegyptus → Egiptus,   ocius → ocyus,   silva → sylva
H と無音との混同
- 無音化した h が書かれない、あるいは逆に、本来はない位置（特に r の近く）に h が書かれる

例: mihi → mi,   habēre → abere,   corōna → chorona ＊
H と CH の混同
- 母音間の h が /k/ として扱われ、ch と書かれる

例: mihi → michi
二重子音と単子音の混同
例: tranquillitās → tranquilitas,   Āfrica → Affrica
わたり音の挿入
- mn, mt など、鼻音＋歯茎音の間に破裂音が入る

例: alumnus → alumpnus,   somnus → sompnus
V の摩擦音化
- （綴りには現れない変化） v は [v] として発音される。

## 文法・語彙
- unus （ひとつの、ひとりの）, ille （それ、その人）, quidam （とある何か、とある誰か）を冠詞のように用いる。
- 古典ラテン語では不定詞構文を用いるところを、接続詞 quod による副文で表す。

ex. quod si tacita cogitatione responderis quomodo possum intellegere verbum quod non est locutus Dominus (申命記18:21)
- 語中の vi が（特に完了形語尾が）脱落する（ex. novisse → nosse）＊
- ギリシア語から借用したキリスト教に関係する単語が多い。またゲルマン語の単語も用いられることがある。
- 語順がSOVであるべきところが、SVOになっている。教会ラテン語では両方が混在する場合がある。

ex. propheta autem qui arrogantia depravatus voluerit loqui in nomine meo quae ego non praecepi illi ut diceret aut ex nomine alienorum deorum interficietur(申命記18:20)

ex. omnis arbor quae non facit fructum bonum exciditur et in ignem mittitur (マタイ 7:19)
- 前置詞の利用が非常に多い。古典期には見られない語法もある。

ex. adtendite a falsis prophetis qui veniunt ad vos in vestimentis ovium intrinsecus autem sunt lupi rapaces(マタイ 7:15)

## 中世ラテン語文献
中世ラテン語文献には、説教、聖歌、聖人伝、紀行文、歴史、叙事詩、叙情詩といった幅広い作品を含んでいる。
5世紀の前半には偉大なキリスト教著作家であるヒエロニムス (c. 347–420) とヒッポのアウグスティヌス (354–430) の文学的活動を見ており、彼らの文章は中世の神学的思想と、後者の弟子アクィタニアのプロスペル (c. 390-455) のそれに甚大な影響を与えた。5世紀後半と6世紀初頭では、いずれもガリア出身のシドニウス・アポリナリス (c. 430 – 489) とエンノディウス (474–521) が詩作によって有名であり、ウェナンティウス・フォルトゥナトゥス (c. 530–600) も同様である。これはまた伝達の時代でもあった：ローマの貴族ボエティウス (c. 480–524) はアリストテレスの論理学著作の一部を翻訳して西方ラテン世界のためにこれを保存し、影響力ある文学的・哲学的論考『哲学の慰め』を著したし、カッシオドルス (c. 485–585) はスクイッラーチェ近郊のウィウァリウム修道院に重要な図書館を設立し、そこで古代からの多くのテクストが保存されることになった。セビリャのイシドルス (c. 560-636) は彼の時代にまだ入手可能であった科学的知識のすべてを、最初の百科事典と呼びうる『語源』に集成した。
トゥールのグレゴリウス (c. 538–594) はフランク人の歴代の王について長大な歴史を書いた。グレゴリウスはガロ・ローマの貴族階級の出身で、彼のラテン語は古典形からの多くの逸脱を示しており、ガリアにおける古典語教育の重要性の衰退を証言している。同時期に、ラテン語とさらにはギリシア語までもの優れた知識がアイルランドの修道僧文化のなかに保たれており、これはイングランドやヨーロッパ本土に6世紀と7世紀を通して、たとえばイタリア北部のボッビオに修道院を建立したコルンバヌス (543–615) などの伝道によって伝えられた。アイルランドはまたヒベルノ・ラテン語 (Hiberno-Latin, Hisperic Latin) として知られている奇妙な詩文体の誕生の地でもあった。そのほか島の重要な著作家には歴史家ギルダス (c. 500–570) と詩人アルドヘルム (c. 640–709) がいる。ベネディクト・ビスコプ (c. 628–690) はウェアマス゠バロー二重修道院を設立し、そこに彼がローマへの旅から持ち帰った本を提供した。これらは後にベーダ (c. 672–735) が『英国民教会史』を書くさいに用いられることになる。
多くの中世ラテン語の作品が Patrologia Latina, Corpus Scriptorum Ecclesiasticorum Latinorum, Corpus Christianorum の叢書で刊行されている。

## 主な中世ラテン語作家

### 4世紀から5世紀
- 巡礼者エゲリア (fl. 385)
- ヒエロニムス (c. 347–420)
- ヒッポのアウグスティヌス (354-430)

### 6世紀から8世紀
- ボエティウス (c. 480 – 525)
- ギルダス (d. c. 570)
- ウェナンティウス・フォルトゥナトゥス (c. 530 – c. 600)
- トゥールのグレゴリウス (c. 538–594)
- 教皇グレゴリウスI世 (c. 540 – 604)
- セビリャのイシドルス (c. 560–636)
- ベーダ (c. 672–735)
- 聖ボニファティウス (c. 672 - 754)
- メッスのクロデガング (d. 766)
- パウルス・ディアコヌス (720s - c.799)
- リエバナのベアトゥス (c. 730 - 800)
- ピサのペトルス (d. 799)
- アクイレイアのパウリヌス (730s - 802)
- アルクイン (c. 735–804)

### 9世紀
- アインハルト (775-840)
- ラバヌス・マウルス (780-856)
- パスカシウス・ラドベルトゥス (790-865)
- フルダのルドルフ (d. 865)
- ドゥオダ
- フェリエールのルプス (805-862)
- アンドレアス・アグネルス（ラヴェンナのアグネルス）(c. 805-846?)
- ヒンクマル (806-882)
- ヴァラフリド・ストラボ (808-849)
- リヨンのフロルス (d. 860?)
- ゴットシャルク (808-867)
- セドゥリウス・スコトゥス (fl. 840-860)
- アナスタシウス・ビブリオテカリウス (810-878)
- ヨハネス・スコトゥス・エリウゲナ (815-877)
- アッサー (d. 909)
- ノトケル・バルブルス (840-912)

### 10世紀
- ラテリウス (890–974)
- メルゼブルクのティートマール (975–1018)

### 11世紀
- マリアヌス・スコトゥス (1028–1082)
- ブレーメンのアダム (fl. 1060–1080)
- レンヌのマルボドゥス (c. 1035-1123)

### 12世紀
- ピエール・アベラール (1079–1142)
- シュジェール (c. 1081–1151)
- モンマスのジェフリー (c. 1100 – c. 1155)
- リーヴォーのアエルレドゥス (1110–1167)
- フライジングのオットー (c. 1114–1158)
- アルヒポエータ (c. 1130 - c. 1165)
- ギヨーム・ド・ティール (c. 1130-1185)
- ブロワのペトルス (c. 1135 – c. 1203)
- シャティヨンのゴーチェ (fl. c. 1200)
- サン・ヴィクトールのアダン (d. 1146)

### 13世紀
- ウェールズのジェラルド (c. 1146 – c. 1223)
- サクソ・グラマティクス (c. 1150 – c. 1220)
- セラノのトーマス (c. 1200 – c. 1265)
- アルベルトゥス・マグヌス (c. 1200–1280)
- ロジャー・ベーコン (c. 1214–1294)
- トマス・アクィナス (c. 1225–1274)
- ラモン・リュイ (1232–1315)
- ブラバントのシゲルス (c. 1240–1280s)
- ドゥンス・スコトゥス (c. 1266–1308)

### 14世紀
- ラヌルフ・ヒグデン (c. 1280 - c. 1363)
- オッカムのウィリアム (c. 1288 - c. 1347)
- ジャン・ビュリダン (1300 – 1358)
- ハインリヒ・ゾイゼ (c. 1295 - 1366)

## オンラインのリポジトリ
- Corpus Corporum (mlat.uzh.ch)
- Corpus Thomisticum (corpusthomisticum.org)
- LacusCurtius (penelope.uchicago.edu)